# Сакулин, Павел Никитич
Па́вел Ники́тич Саку́лин (1 (13) ноября 1868, с. Воскресенское, Самарская губерния — 7 сентября 1930, поезд «Москва — Ленинград») — российский и советский литературовед.
Доктор русского языка и словесности. Почётный член ГАХН (1927). Академик АН СССР (12.01.1929, член-корреспондент АН СССР c 01.12.1923), в последние годы жизни — директор Пушкинского Дома.

## Биография
Родился 1 (13) ноября 1868 года в селе Воскресенское Самарской губернии в семье зажиточного крестьянина-старообрядца, отец которого был крепостным саратовского помещика князя Щербатова. Мать происходила из мещан Сызрани.
Учился в Самарской классической гимназии (1878—1887); окончив её с золотой медалью, поступил на словесное отделение историко-филологического факультета Московского университета. В 1890 году за участие в студенческих беспорядках был арестован, однако окончил университет в 1891 году с дипломом 1-й степени. Стал преподавать русский язык и словесность в различных средних учебных заведениях: преимущественно в реальном училище И. И. Фидлера, также в Московском училище ордена Св. Екатерины (1897—1901), на Лубянских торговых курсах Московского общества распространения коммерческого образования. Награждён орденом Станислава 3-й степени (1898).
В апреле 1902 года, после сдачи магистерского экзамена, был принят в число приват-доцентов Московского университета, где читал лекции и вёл семинары по новой русской литературе. Одновременно преподавал на курсах Общества народных университетов, на Педагогических курсах Общества воспитательниц и учительниц, на Высших женских курсах и в университете имени Шанявского.
Сакулин выступал против крайностей самодержавной реакции; его литературно-публицистическая статья («Как шла наша жизнь за последние сто лет», 1906), содержавшая прозрачные выпады против политики царизма, была конфискована полицией, а сам он в 1907 году был присуждён к уплате штрафа за лекции на летних учительских курсах и лишён права читать публичные лекции. В феврале 1911 году вместе со многими другими преподавателями покинул Московский университет в знак протеста против политики министра просвещения Л. А. Кассо.
В октябре 1913 года П. Н. Сакулин защитил магистерскую диссертацию «Из истории русского идеализма: Князь В. Ф. Одоевский. Мыслитель. Писатель» (Т. 1, Ч. 1—2. — М., 1913). Ввиду признания факультетом Московского университета особой ценности представленной работы он был возведён, минуя степень магистра, сразу в степень доктора русского языка и словесности. Был избран профессором на кафедру русской литературы Александровского университета в Гельсингфорсе (Хельсинки), но из-за политической неблагонадёжности не был утверждён в должности и весной 1914 года переехал в Петроград, где был избран на должность ординарного профессора Женского педагогического института; эту должность он занимал до 1917 года. Одновременно в этот период, с 1915 года, он состоял также профессором Высших историко-литературных курсов Н. П. Раевского и Бестужевских курсов.
С 1917 года Сакулин — ординарный профессор Московского университета (после ликвидации филологического факультета в 1921 году преподавал на литературно-художественном и этнолого-лингвистическом отделениях факультета общественных наук), одновременно он снова преподавал на Московских высших женских курсах. В 1924 году, оставив Московский университет (1-й МГУ), занял профессорскую должность на литературно-лингвистическом отделении педагогического факультета 2-го МГУ. По совместительству работал в Научно-исследовательском институте языкознания и литературы (председатель секции литературы), в Народном комиссариате просвещения, а также преподавал на драматических курсах Малого театра.
В 1921 г. избран последним председателем Общества любителей российской словесности. Член совета старейшин клуба Московского дома учёных (1924). Возглавлял советскую делегацию на I конгрессе филологов-славистов в Праге (1929). Возглавлял комитет по сооружению в Москве памятника А. Н. Островскому.
Умер 7 сентября 1930 года в поезде «Москва — Ленинград». Похоронен в Москве на Новодевичьем кладбище (участок №2, ряд 9, место 25). Памятник выполнен Л. В. Шервудом.

## Научная деятельность
Как лингвист П. Н. Сакулин вместе с Д. Н. Овсянико-Куликовским издал «Практический курс синтаксиса русского языка» (СПб., 1913) и «Историю русской литературы девятнадцатого века». Входил в состав орфографической комиссии при Академии наук и написал руководства «Новое русское правописание» (М., 1917) и «Реформа русского правописания» (Пг., 1917). До 1920-х годов П. Н. Сакулин продолжал культурно-историческое направление в российском и советском литературоведении. Он автор монографий о М. В. Ломоносове, В. А. Жуковском, И. С. Тургеневе, Н. А. Некрасове, М. А. Протасовой, М. Ю. Лермонтове, Н. В. Станкевиче, Ф. М. Достоевском.
В 1920-е годы П. Н. Сакулин работал над проектом «эволюционной» поэтики, продолжающей историческую поэтику А. Н. Веселовского и теоретически дополняющей историю литературы как научную дисциплину. «Эволюция — развитие явления „по природе“, как выразился ещё Аристотель, а история изучает конкретный процесс, обусловленный действием каузальных факторов. Поэтому <…> предпочтительнее было бы и саму науку называть „эволюционной“, а не исторической поэтикой». Проект эволюционной поэтики в конце XX века продолжился в теоретической истории литературы, создаваемой Д. С. Лихачёвым и другими учёными.
Он сотрудничал в газетах «Русские ведомости» и «Век», в журналах «Вестник Европы», «Современник», «Новая жизнь» и «Новый журнал для всех»; был одним из основателей журнала «Голос минувшего». Ему принадлежит ряд статей о русской литературе в «Настольном энциклопедическом словаре» и «Истории России в XIX веке» братьев Гранат, а также в 1-м издании Большой советской энциклопедии.

## Основные работы
Книги
- Из истории русского идеализма. Князь В. Ф. Одоевский. Мыслитель-писатель. М.: Изд. Сабашниковых, 1913. — Т. 1. — Ч. 1. — 616 с.; Т. 1. — Ч. 2. — 480 с.
- Реформа русского правописания. — Пг., 1917. — 69 с.
- История новой русской литературы. Эпоха классицизма, М., 1918;
- На грани двух культур. И. С. Тургенев. — М.: Т-во «Міръ», 1918.
- Русская литература и социализм. Ч. 1. Ранний русский социализм — М.: Государственное издательство, 1922. — 504 c.
- Наука о литературе, её итоги и перспективы. — Т. XIV.: Социологический метод в литературоведении. — М.: Мир, 1925. — 240 с.
  - Наука о литературе, её итоги и перспективы. Социологический метод в литературоведении . — Изд. 2-е / [репр.]. — М.: URSS : Либроком, 2011. — 242 с. ISBN 978-5-397-02481-5
- Наука о литературе, её итоги и перспективы. — Т. XV.: Синтетическое построение истории литературы. — М.: Мир, 1925. — 118 с.
- Русская литература: социолого-синтетический обзор литературных стилей. — М.: Гос. акад. художественных наук, 1928—1929. — Ч. 1. — 206 с.; Ч. 2. — 639 с.

Статьи
- В поисках научной методологии // «Голос минувшего», 1919, № 1—4;
- Малый театр в последнюю четверть 19 в.// Московский Малый театр. 1824—1924, М., 1924;
- К итогам русского литературоведения за десять лет // «Литература и марксизм», 1928, № 1;
- Трудовая эстетика // Эстетика Льва Толстого, М., 1929.

## Семья
Жена — Клавдия Сергеевна Сакулина (1875—1951) — товарищ председателя попечительского совета гимназии.
Дочь — Нина Павловна Сакулина (1898—1975) — доктор педагогических наук, специалист в области художественного воспитания дошкольников, жена писателя Всеволода Лебедева.